# Китсис, Эдвард
Эдвард Лоуренс Китсис (англ. Edward Lawrence Kitsis) — американский сценарист и телевизионный продюсер. Наиболее известен работой над сериалом «Остаться в живых» в качестве автора сценария и исполнительного продюсера.

## Биография и карьера
Начиная с первого сезона сериала Китсис был продюсером и сценаристом, и даже написал сценарий для одного эпизода. Во втором сезоне Китсис стал исполнительным продюсером и написал сценарий уже не для одного эпизода, а для четырёх. После он писал сценарии для серий третьего, четвёртого, пятого и шестого сезона. Вместе с Адамом Хоровицем написал сценарий к фильму «Трон: Наследие».

## Фильмография
- «Остаться в живых» (сериал, 2004—2010)
  - эпизод «Born to Run»
  - эпизод «Everybody Hates Hugo»
  - эпизод «Fire + Water»
  - эпизод «Dave»
  - эпизод «Three Minutes»
  - эпизод «Every Man for Himself»
  - эпизод «Tricia Tanaka Is Dead»
  - эпизод «Exposé»
  - эпизод «D.O.C.»
  - эпизод «Greatest Hits»
  - эпизод «The Economist»
  - эпизод «Ji Yeon»
  - эпизод «Something Nice Back Home»
  - эпизод «The Lie»
  - эпизод «This Place is Death»
  - эпизод «He’s Our You»
  - эпизод «The Variable»
  - эпизод «What Kate Does»
  - эпизод «Dr. Linus»
  - эпизод «Everybody Loves Hugo»
  - эпизод «What They Died For»

- «Однажды в сказке» (сериал, 2011)
  - эпизод «Pilot» с Адамом Хоровицем
  - эпизод «The Thing You Love Most» с Хоровицем
  - эпизод «The Heart Is a Lonely Hunter» с Хоровицем
  - эпизод «7:15 A.M.» с Хоровицем
  - эпизод «Dreamy» с Хоровицем
  - эпизод «The Stable Boy» с Хоровицем
  - эпизод «A Land Without Magic» с Хоровицем
  - эпизод «Broken» с Хоровицем
  - эпизод «The Doctor» с Хоровицем
  - эпизод «Queen of Hearts» с Хоровицем
  - эпизод «Manhattan» с Хоровицем
  - эпизод «And Straight On 'Til Morning» с Хоровицем

- Однажды в Стране чудес[1]

- «Удивительные истории»